# 제1차 영국-시크 전쟁

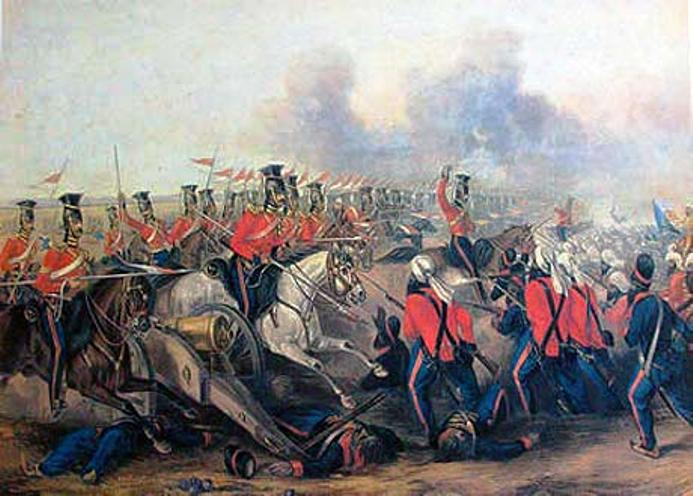

제1차 영국-시크 전쟁 또는 제1차 시크 전쟁은 1845년부터 1846년까지 시크 제국과 영국 동인도 회사 간의 전쟁이다. 시크 제국의 부분적인 정복으로 끝이 났다.
발단은 시크군이 영국군 점령지구에 공격해옴으로써 시작되었다. 항상 펀자브 지방의 병합을 노리던 동인도 회사는 즉시 선전을 포고하여 응전하였다. 서전(緖戰)은 시크군의 선전(善戰)으로 3회나 승리를 거두었으나, 몇몇 시크 영주(領主)들의 배반으로 1846년 전투에서 패배하여 라호르조약이 체결되고 영국은 동부 펀자브 지방을 병합하는 한편 서부 펀자브 지방에는 군대 주둔권을 획득하게 되었다.

## 같이 보기
- 시크 전쟁